# Elektrum

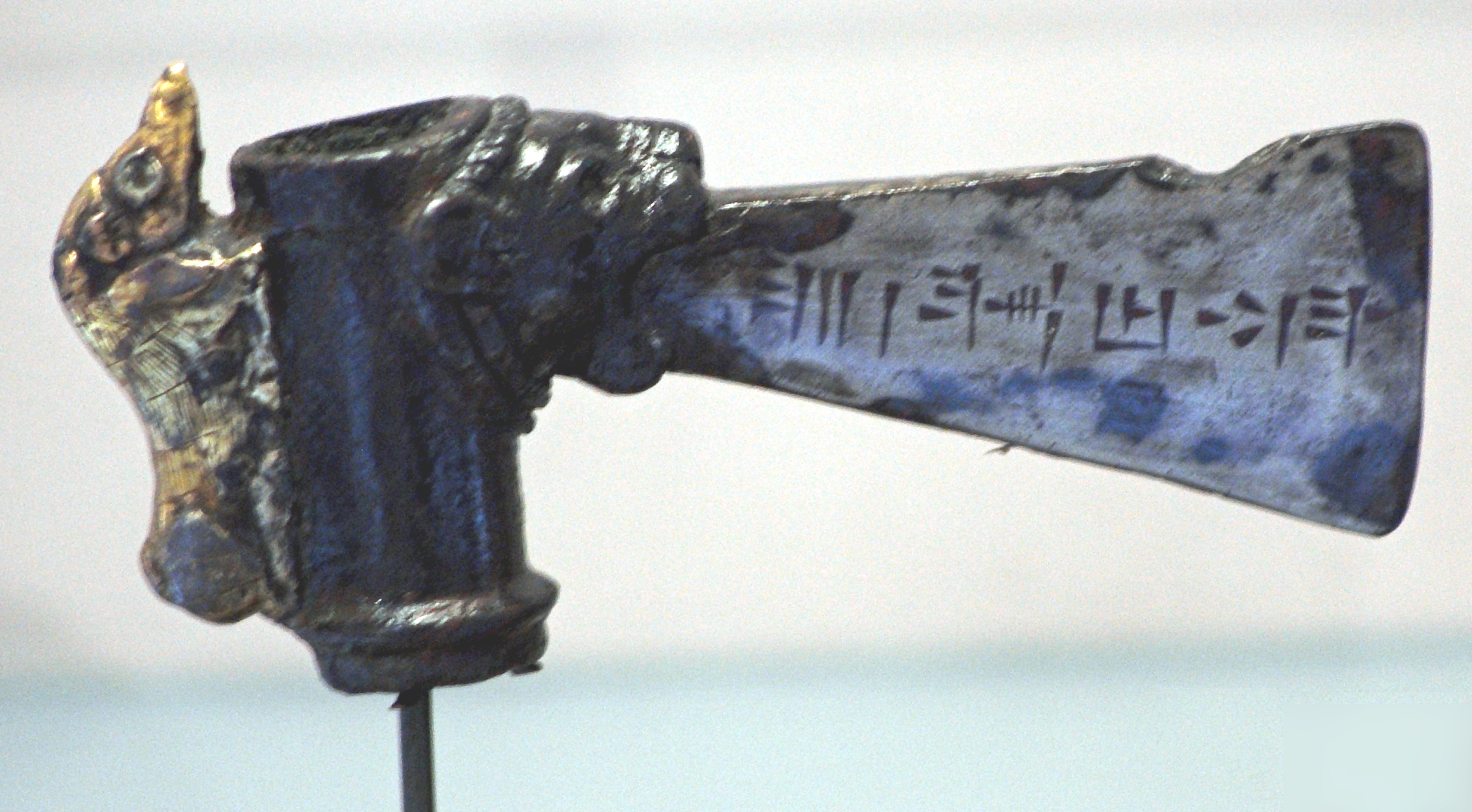
Yxa av elektrum och silver med kilskrift, 1300-talet f.Kr.

Elektron eller elektrum är en i naturen förekommande legering av silver och guld. Elektrum användes under antiken bland annat för att tillverka mynt.
Även inom Sveriges förhistoria har elektrum haft en tydlig, men ganska svag inblandning. Hår- och fingerringar från vikingatida gravar och boplatser från hela den vikingatida världen har grävts fram, och en vacker armring från Fosie, Fosie socken i Skåne, med djup inpunsad ornering är tillverkad av elektrum. Troligtvis har metallen importerats från utlandet.
Vid en halt på över 30 procent silver blir elektrum närmast helt silvervit. Vanligen ligger silverhalten på mellan 20 och 25 procent.